# Macario (metropolita di Mosca)
Macario (Макарий in russo; al secolo - Макар, o Makar; 1482 – 1563) è stato un arcivescovo ortodosso, scrittore, santo e iconografo russo che ricoprì la carica di Metropolita di Mosca e di tutta la Russia dal 1542 al 1563.
È venerato come santo dalla Chiesa ortodossa russa, che lo ricorda il 30 dicembre.

## Giovinezza
Alla fine del XV secolo Macario fu ordinato monaco al monastero di San Paphnutius a Borovsk, dove inizialmente assunse il ruolo di "lettore" per poi passare a quello di aiuto ierodiacono, ierodiacono e ieromonaco. Qui Macario imparò l'arte della iconografia e divenne sostenitore e discepolo di Giuseppe di Volokolamsk.
Nel 1523, il Metropolita Daniele lo innalzò al ruolo di archimandrita del monastero di Možajsk. Fu qui che Macario incontrò Basilio III di Russia. Fu uno dei pochi religiosi che appoggiò il divorzio tra Basilio e Solomonija Saburova, benedicendo il suo secondo matrimonio con Elena Glinskaja.
Nel 1526 Macario fu nominato arcivescovo di Novgorod, dove pose in essere una politica pro-moscovita e un intenso lavoro di evangelizzazione delle tribù ugro-finniche che vivevano nei pressi della città. Nel 1541, insieme ad altri religiosi, pose alle stampe il Grand Minei-Cetii, opera di dodici volumi contenente le Vite dei santi Russi.

## Metropolita di Russia
Dopo essersi assicurato l'appoggio del gran principe Andrej Šujskij, Macario fu eletto il 16 marzo 1542 Metropolita di Mosca e di tutta la Russia. Durante l'infanzia del futuro zar Ivan IV e la reggenza di Šujskij, le relazioni di Macario con la Duma dei Boiari peggiorarono sempre di più tanto che tale organo cercò in tutti i modi di farlo rimuovere. Nell'estate del 1544 riuscì a salvarsi dal terribile incendio che aveva distrutto il Cremlino. Tre anni più tardi prese parte attiva al piano per rimuovere i parenti materni di Ivan, i Glinskij, dal governo della Russia.
Diventato il più vicino consigliere di Ivan il Terribile, Macario organizzò la sua incoronazione il 16 gennaio 1547. Lo stesso anno benedisse le nozze dello zar con Anastasija Zachar'ina-Jur'eva. Macario fu inoltre un attivo membro dello Zemskij Sobor del 1547, 1549, e 1550, nel ruolo di riappacificatore tra le opposte fazioni boiare.
Durante la campagna di Kazan', avvenuta nel 1552, lo zar lasciò Macario a Mosca con il compito di "proteggere la dimora dello zar", facendolo temporaneamente diventare capo di Stato. In quell'anno e nel 1554, Macario completò la seconda e la terza edizione del Grande Menaion. Durante l'assenza dello zar iniziò negoziazioni diplomatiche con le nazioni vicine e ordinò gli affreschi di quella che sarebbe poi diventata la cattedrale di San Basilio nel Cremlino. Dopo la sua morte, venne redatta la sua Vita e l'opera Il racconto degli ultimi giorni del Metropolita Macario, che forniscono informazioni sulla sua opera da un punto di vista agiografico. Fu glorificato come santo dalla Chiesa ortodossa russa nel 1988.